# 三井ヒロアキ
三井 ヒロアキ（みつい ひろあき、1972年8月1日 - ）は、日本の映像ディレクター。ネットムービーやPVを制作。SunsetMovies 代表。

## 人物・来歴
神奈川県大和市出身。映像の専門学校を卒業後、ポストプロダクションに勤務。フジテレビ、テレビ朝日、福岡放送等のドラマ・バラエティ番組編集を行う。
18歳の時に渡米。進んだ映像技術に感動し映像業界に入る。
友人20人と映像サークルを立ち上げ、1993年よりインディーズムービーの制作を開始する。
2001年、インディーズムービー『ミスター☆カルビマン』がリアルストリーミング社開催の第一回リアルストリーミング大賞特別賞を受賞。
CS放送にて『雨上がり映画隊』という番組レギュラーコーナーの企画制作をしていた時期もあり、堤幸彦へオファーをかけインタビュー。全6回放送。映像技術に長けている事からインターネットでの動画公開を時代に先駆けて行っていた。
本人が画面に登場する事は滅多にないが、2007年にインターネット生番組『あっ!とおどろく放送局』にレギュラー出演している。また、2007年5月27日放送分ではオードリーと同番組内で共演。
お笑い芸人のザ・ギース、姫くり、声優竹内幸輔らとの交流も深く番組演出や共演、営業・イベント会場での接点も多い。

### 主なプロモーションビデオ作品
- 如月杏…『Starry road』『for you…』『初恋』『杏』
- 椎野愛花…『ラブフラワー』
- 森下麗香…『Tokyo Lady』
- よつめっぐ…『Let's Go!』『いつかその約束を』『最高の夏』
- 池城由美…『池城由美』
- mimika…『O-EAST LIVE 2009』
- 橋本知佳…『Chika Hashimoto I、II』
- 高原聖…『Hijiri Takahara』
- 朝妻久実…『Always Smile kumiccheru』

### 主な映像作品
1999年
- 「ヒレ140g」
- 「ミスター☆カルビマン」

2001年
- 「ジューシーナイト」
- 「ムーヴィーメイク萌え萌え」（メイキング番組。スカパー「エンタ!371」放送）

2002年
- 「みんなのもえ」
- 「雨上がり映画隊」（スカパー「エンタ!371」放送）
- 「エシャロット家の午後」

2003年
- 「ジューシーナイト2」
- 「PV 最高の夏」
- 「発見!!らーめん大陸」（いばらきネットテレビ制作協力）

2005年
- 「ラスト＠ラブレター」

2006年
- 「真冬のメロディーラブ」

2007年
- インターネット生番組「あっ!とおどろく放送局＜見たい！番組研究所＞」出演[1]。
- （2007年5月6日放送分）出演者：大輪教授、ゲスト：なかのよいこ、三井ヒロアキ、マメちゃん、中島芙美枝、他
- （2007年5月13日放送分）出演者：大輪教授、ゲスト：三日月シュガー、三井ヒロアキ、マメちゃん、中島芙美枝、他
- （2007年5月20日放送分）出演者：大輪教授、ゲスト：いとうあさこ、三井ヒロアキ、マメちゃん、中島芙美枝
- （2007年5月27日放送分）出演者：大輪教授、ゲスト：オードリー、三井ヒロアキ、マメちゃん、竹内幸輔、他

### 受賞歴
- 「ミスター☆カルビマン」第1回リアルストリーム大賞審査員特別賞受賞（2001.11）

- 「みんなのもえ」多摩永山第12回映画祭TAMA CINEMA FORUM「ある視点部門賞」受賞(2002.11)